# Cryptochironomus dilatatus
Cryptochironomus dilatatus är en tvåvingeart som beskrevs av Oksana V. Zorina 2000. Cryptochironomus dilatatus ingår i släktet Cryptochironomus och familjen fjädermyggor. Inga underarter finns listade i Catalogue of Life.